# Haven van Laaxum
De haven van Laaxum is een in 1912 aangelegde vluchthaven in de toenmalige Zuiderzee.

## Geschiedenis
Al van oudsher was Laaxum een vissersplaats. Christinaus Schotanus noemt in 1664 De buyrte Laexum aen de zee liggende, bij visschers bewoont. Vernoemt om de schoone zee-bott: Laexumer bott. Tot 1912 hadden de vissers van Laaxum echter geen eigen haven. In 1911 besloten de provincie Friesland en de toenmalige gemeente Hemelumer Oldeferd tot de aanleg van een zogenaamde vluchthaven bij Laaxum. Tot de aanleg van de Afsluitdijk visten de vissers van Laaxum op haring, ansjovis, bot en paling. Na de afsluiting werd er gevist op snoekbaars, baars en paling. Na de Tweede Wereldoorlog waren er nog zeven vissersboten, die in Laaxum hun thuishaven hadden. Langzaam verminderde het aantal vissersschepen. Het haventje telt na sanering van de vissersvloot nog één vissersschip, de HL 6. Het haventje staat bekend, aldus de provincie Friesland en de gemeente Súdwest-Fryslân, als het kleinste haventje van Europa.
In 1998 werd besloten om de haven grondig te renoveren. In 2012 werd het honderdjarig bestaan van de haven herdacht.
Jaarlijks worden er in Laaxum zeilwedstrijden gehouden met Staverse jollen, het type vissersschip dat ook in Laaxum gebruikt wordt.

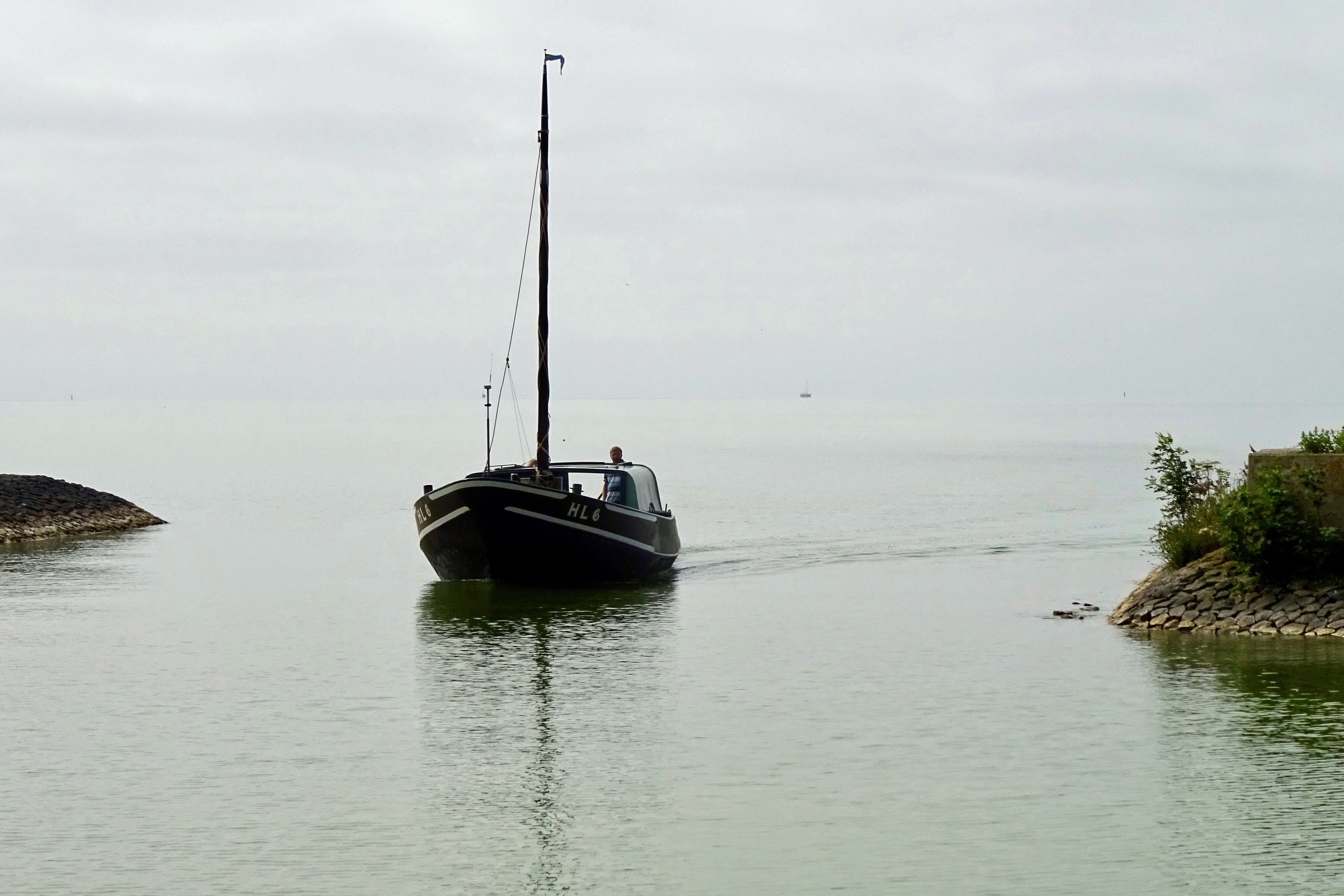
De HL 6 vaart de haven van Laaxum binnen
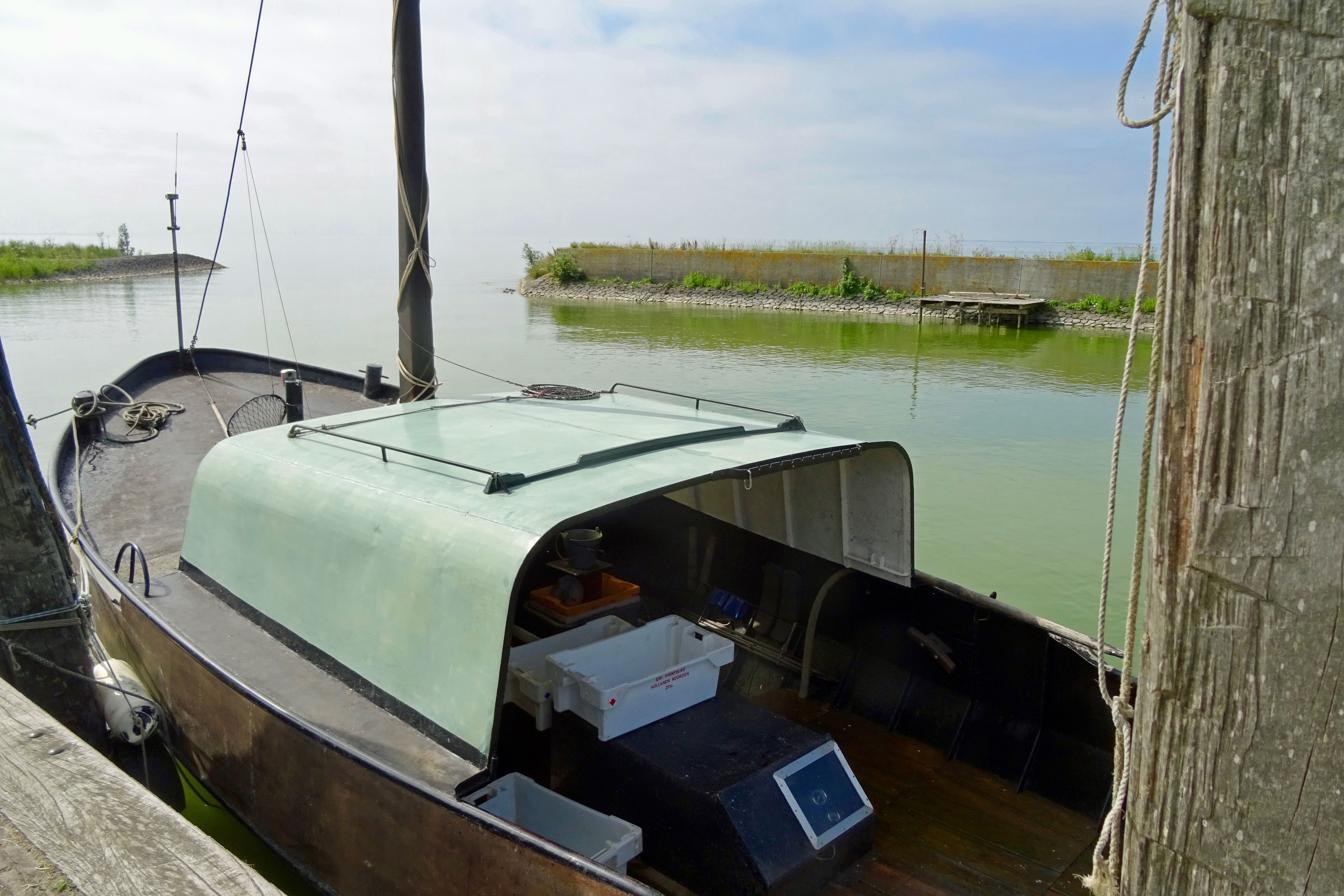
De HL 6 aangemeerd aan de kade van Laaxum
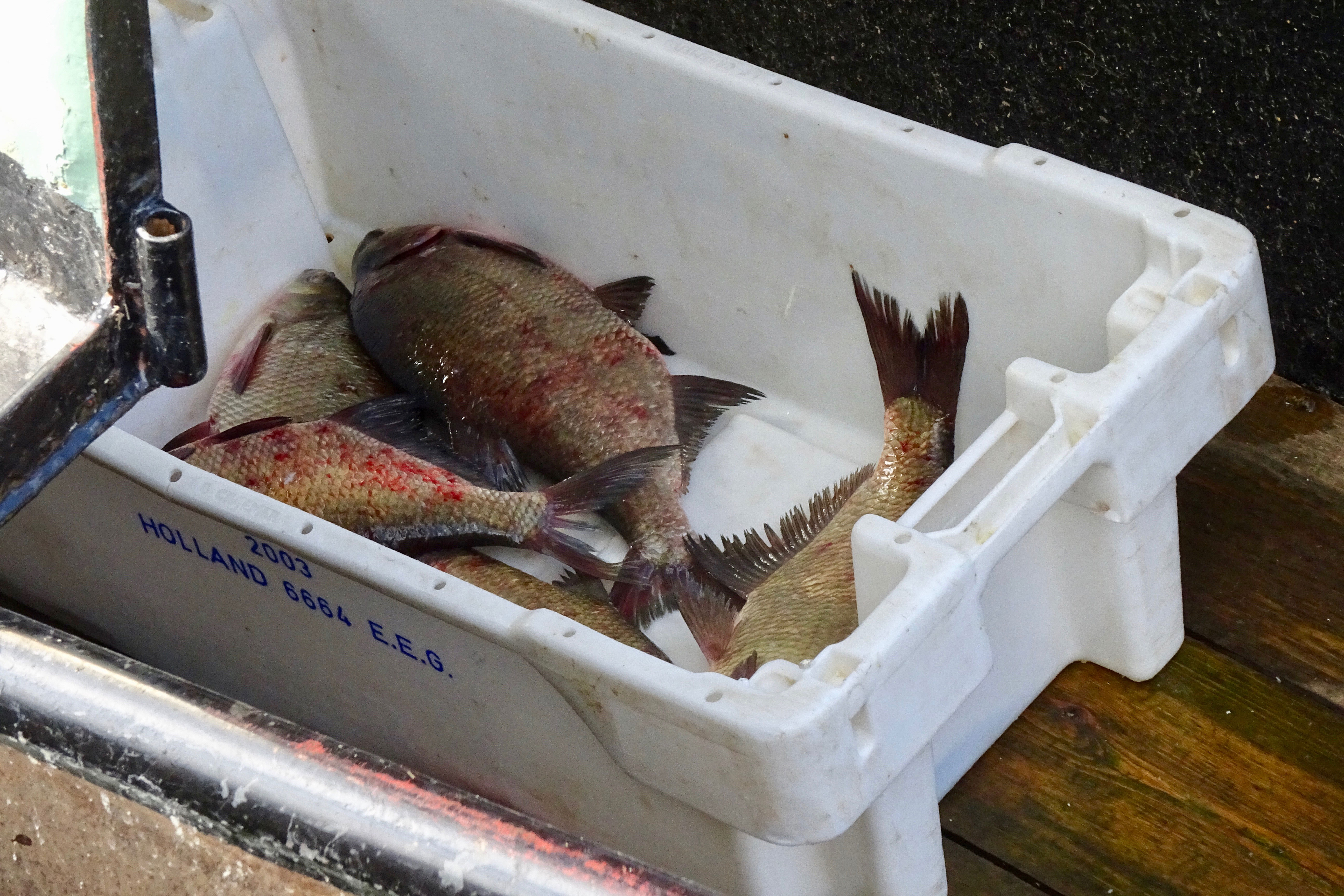
Deel van de vangst van de HL 6